# Litteris et Artibus
Medaljen Litteris et Artibus (latin för För vetenskap och konst), förkortad GMleta (tidigare LetA), är en svensk kunglig medalj instiftad 1853 av kronprins Karl, sedermera Karl XV. Den utdelas sedan 1860 för "framstående konstnärliga insatser inom främst musik, scenisk framställning och litteratur".

## Historia
Enligt Vitterhetsakademiens rullor från 1786 skulle medaljer och offentliga minnesmärken granskas och godkännas av akademin, men då medaljen vid instiftandet ansågs vara en enskild kunglig medalj återfinns den därför inte i Vitterhetsakademiens rullor. Första gången som medaljen omnämns är i januari 1854, då Myntverket till Kungliga Myntkabinettet lämnade in en lista över föregående års präglade medaljer. Där återfinns "Kronprinsen Carl. Gåvomedalj: Litteris et artibus".
Det går inte att se vem eller vilka som tilldelades medaljen under de första åren, då den som enskild kunglig medalj inte fördes in i hovprotokollet. Den förste kände mottagaren av medaljen var den danske geografen Eduard Erslev 1858. I samband med kröningen 1860 delade Karl XV ut medaljen till den förste kände svensken, Carl Anders Rohdin som bland annat skrivit ett antal hyllningsdikter till kungafamiljen. 
Medaljen utformades ursprungligen av gravören Per Henrik Lundgren och präglades i trettonde storleken. Åtsidan pryddes av kronprinsens bröstbild omgiven av inskriptionen "Carolus Ludov. Eug. Regn. Sveciae et Norv. Princ. Successor". Frånsidans text var Litteris et artibus inom en öppen lagerkrans med kronprinskrona överst. I samband med trontillträdet omformades medaljen något. Åtsidans text fick kungatiteln "Carolus XV Rex Sveciae et Norvegiae Goth. et Vand.". Frånsidan förblev oförändrad men utan krona. Även denna medalj präglades i trettonde storleken. Den nya medaljen formgavs av Lundgrens syster Lea Ahlborn, som efterträdde sin bror efter hans sjukdom. Inför kröningen 1860 lät Karl prägla medaljen även i åttonde storleken, och under ett antal år fanns båda storlekarna parallellt.
Under Oskar II:s regeringstid delades medaljen vid sju fall ut i briljanterat skick, allihop till kvinnliga konstnärer:
- Adelaide Ristori, 1879
- Jenny Lind, 1881
- Ellen Hartman, 1886
- Gina Oselio, 1891
- Mathilda Grabow, 1895
- Adelina Patti, 1900
- Carolina Östberg, 1900 (redan 1891 hade hon fått den vanliga Litteris och fick den nio år senare i briljanterad form)

I ett fall har medaljen delats ut i guldkedja om halsen, till Nils Almlöf 1868 och i två fall i Serafimerband, till Jenny Lind 1881 och Selma Lagerlöf 1909.

## Litteris et Artibus idag
Medaljen har på framsidan den regerande konungens bröstbild med latinsk omskrift och på frånsidan inskriften Litteris et artibus i en öppen lagerkrans. Medaljen är utförd i förgyllt silver av åttonde storleken och bäres vanligen på bröstet i högblått band, i vissa fall dock i Serafimerordens band.
Medaljen Litteris et Artibus delas ut två gånger om året: på Karldagen den 28 januari och på Gustavdagen den 6 juni. Vid samma tillfälle delas Serafimermedaljen och H.M. Konungens medalj ut ur Konungens hand. Kronprins Karl hade vid instiftandet inspirerats av den danska medaljen Ingenio et arti (instiftad 1841), som dock utdelas betydligt mer sparsamt.
Sedan 1975 har medaljen i första hand utdelats till musiker, sångare och skådespelare.

## Medaljörer (ej komplett)

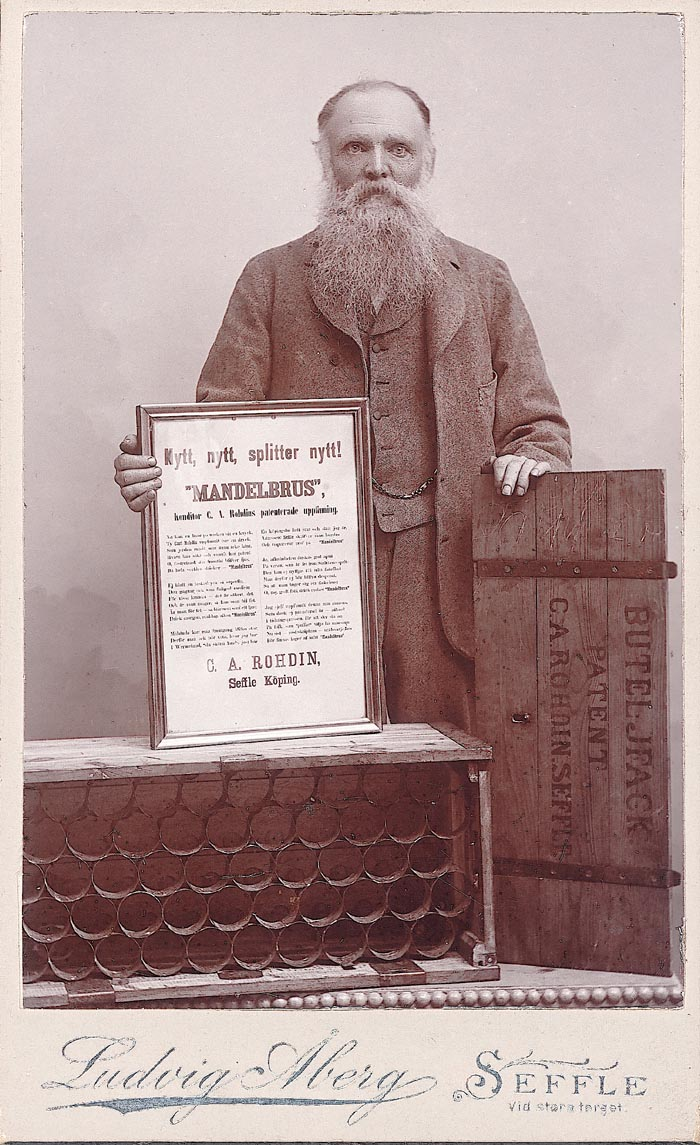
Carl Anders Rohdin, den första svenska mottagaren av förtjänstmedaljen Litteris et Artibus.

### Karl XV
| År   | Mottagare                   | Yrke                                                      |
| ---- | --------------------------- | --------------------------------------------------------- |
| 1858 | Eduard Erslev               | Adjunkt och författare                                    |
| 1860 | Carl Anders Rohdin          | Konditor och diktare                                      |
| 1860 | Fredrik Sjöberg             | Klarinettist                                              |
| 1860 | Maria Bojesen               | Författare                                                |
| 1860 | F.C. Madsen                 | Frisör                                                    |
| 1860 | Eduard d'Aubert             | Kammarmusiker                                             |
| 1860 | Frans Sjöberg               | Musikdirektör                                             |
| 1860 | Josef Czapek                | Musikdirektör                                             |
| 1860 | Benjamin Leja               | Optiker                                                   |
| 1860 | M. Selmer                   | Farmacie kandidat                                         |
| 1861 | Per Hanselli                | Bokförläggare                                             |
| 1861 | J.H. Ohlendorff             | Ägare av trädskolan i Hamm                                |
| 1861 | Th. Berg                    | Litograf                                                  |
| 1861 | Wolfgang Kahleis            | Språklärare och översättare                               |
| 1861 | Frederik Christian Lund     | Målare                                                    |
| 1861 | Vilhelm Christesen          | Guldsmed                                                  |
| 1862 | C.A. Grundt                 | Dessinatör                                                |
| 1862 | Lea Ahlborn                 | Mynt- och medaljgravör                                    |
| 1862 | Carl Ploug                  | Redaktör och författare                                   |
| 1862 | Andreas Frederik Lincke     | Dirigent och tonsättare                                   |
| 1862 | Carl Mäcken                 | Författare                                                |
| 1862 | Carolina Bock               | Skådespelare                                              |
| 1862 | Edvard Stålhammar           | Faktor vid Norstedt & Söners tryckeri                     |
| 1863 | Carl Fredrik Kiørboe        | Veterinär, konstnär                                       |
| 1863 | P.E. Schmidt                | Instrumentmakare                                          |
| 1863 | Gustaf Carleman             | Artist och fotograf                                       |
| 1863 | Wilma Neruda                | Violinist                                                 |
| 1863 | H.C. Arentzen               | Fabrikant                                                 |
| 1863 | Joseph Benjamin             | Forskningsresande                                         |
| 1863 | C.M. Tenger                 | Litograf                                                  |
| 1863 | A.C.A. From-Møller          | Direktör för Konungen av Danmarks enskilda konstsamlingar |
| 1863 | Carl Zabel                  | Musikdirektör                                             |
| 1863 | Émile Louis Vernier         | Målare                                                    |
| 1863 | Wilhelm Engelhard           | Skulptör och målare                                       |
| 1863 | Halfdan Kjerulf             | Kompositör                                                |
| 1863 | S.A. Fischer                | Gevärsfabrikant                                           |
| 1864 | Oscar Arpi                  | Körledare                                                 |
| 1864 | Wilhelm Erik Svedelius      | Historiker och statsvetare                                |
| 1864 | Ivar Hallström              | Kompositör                                                |
| 1864 | Théodore Martin             | Balettmästare                                             |
| 1864 | W.C. Friese                 | Bataljonskirurg                                           |
| 1864 | A.W. Rørbye                 | Civilingenjör                                             |
| 1864 | Carl Rongsted               | Hovpianist                                                |
| 1864 | Fritz Ahlgrensson           | Dekorationsmålare                                         |
| 1864 | Carl Johan Billmark         | Tecknare, litograf                                        |
| 1864 | G. Hoffman                  | Målare                                                    |
| 1864 | V. Kalhouge                 | Musiker                                                   |
| 1865 | Elise Hwasser               | Skådespelare                                              |
| 1865 | Adolf Holmberg              | Bokhandlare                                               |
| 1865 | L.P.S. Tellefsen            | Organist                                                  |
| 1865 | Adolf Kjellström            | Arkitekt                                                  |
| 1865 | Louise Michaëli             | Hovsångare                                                |
| 1865 | Frans Hedberg               | Författare                                                |
| 1865 | Eugène d'Arnoult            | Författare                                                |
| 1865 | Müller                      | Kaptenlöjtnant                                            |
| 1865 | Jan Jakob Lodewijk ten Kate | Författare och poet                                       |
| 1866 | Adolf Fredrik Schwartz      | Musiker                                                   |
| 1866 | Paul Riant                  | Författare                                                |
| 1866 | J.H.D. Schou                | Translator                                                |
| 1866 | John Jacobson               | Tonsättare                                                |
| 1866 | Josef Tichatschek           | Operasångare                                              |
| 1866 | Ferdinand von Wright        | Målare                                                    |
| 1866 | Erik Johan Löfgren          | Målare                                                    |
| 1866 | Alexandre de la Rancheraye  | Violinist                                                 |
| 1866 | Mathias Hansen              | Hovfotograf                                               |
| 1867 | Jackson Haines              | Konståkare                                                |
| 1867 | Carl Bloch                  | Konstnär                                                  |
| 1867 | H.E. Bénard                 | Målare                                                    |
| 1867 | Otto Åstrand                | Lärare för blinda på Manillaskolan                        |
| 1867 | Per Magnus                  | Konstsamlare                                              |
| 1867 | Auguste Demmin              | Författare                                                |
| 1868 | August Melcher Myrberg      | Tonsättare                                                |
| 1868 | Carl Torssell               | Musiker                                                   |
| 1868 | Albert Bratfisch            | Musikdirektör                                             |
| 1868 | Nils Almlöf                 | Skådespelare                                              |
| 1869 | Carl Christian Møller       | Tonsättare                                                |
| 1869 | Ferdinand Edvard Ring       | Konstnär                                                  |
| 1869 | Axel Fredrik Nyström        | Arkitekt                                                  |
| 1869 | N.C. Schmidt                | Jägmästare                                                |
| 1869 | Karl Theodor Möller         | Musikdirektör                                             |
| 1869 | J.J. Björklund              | Fil. Doktor                                               |
| 1869 | Samuel Wells Williams       | Legationssekreterare                                      |
| 1870 | Siegfried Saloman           | Tonsättare                                                |
| 1870 | Oscar Wijkander             | Författare och översättare                                |
| 1870 | August Nyström              | Arkitekt                                                  |
| 1870 | Edward Skill                | Xylograf                                                  |
| 1870 | Fredrik Wilhelm Scholander  | Arkitekt och konstnär                                     |
| 1871 | Ivar Aasen                  | Språkforskare                                             |
| 1871 | Carl Gustaf von Sydow       | Körledare                                                 |
| 1871 | Carl Johan Uddman           | Operasångare                                              |
| 1871 | Henriette Nissen-Saloman    | Sångare                                                   |
| 1871 | Gustaf Rosbeck              | Musikdirektör                                             |
| 1871 | Johan Svendsen              | Kompositör                                                |
| 1871 | J.M.T. Busch                | Kompositör                                                |

### Oskar II
| År   | Mottagare                  | Yrke                                      |
| ---- | -------------------------- | ----------------------------------------- |
| 1874 | Carl Israel Sandström      | Tonsättare                                |
| 1876 | Gabriel Anrep              | Genealog                                  |
| 1876 | Fredrika Stenhammar        | Sångare                                   |
| 1877 | Anders Gustaf Rosenberg    | Melodiupptecknare                         |
| 1877 | Ernst Kaps                 | Pianotillverkare                          |
| 1878 | Joseph Dente               | Violinist                                 |
| 1878 | Frans Johan Håkanson       | Organist, tonsättare och regementsmusiker |
| 1882 | Conrad Nordqvist           | Violinist                                 |
| 1882 | Franz Beck                 | Bokbindare                                |
| 1883 | Erik Adolf Setterquist     | Orgelbyggare                              |
| 1883 | Victor Dahlgren            | Operasångare                              |
| 1884 | Emil Kohl                  | Pianotillverkare                          |
| 1885 | Bertha Tammelin            | Skådespelare, tonsättare, operasångare    |
| 1886 | Ellen Hartman              | Skådespelare                              |
| 1887 | Gösta Florman              | Fotograf                                  |
| 1887 | Pauline Lucca              | Operasångare                              |
| 1890 | Dina Edling                | Operasångare                              |
| 1891 | Agi Lindegren              | Arkitekt                                  |
| 1891 | Thecla Åhlander            | Skådespelare                              |
| 1891 | Carolina Östberg           | Operasångare                              |
| 1892 | Wilhelmina Strandberg      | Operasångare                              |
| 1893 | Vendela Andersson-Sörensen | Operasångare                              |
| 1893 | Georg J:son Karlin         | Museiföreståndare                         |
| 1893 | Johan Kjellberg            | Musikdirektör                             |
| 1893 | Marcella Sembrich          | Sångare                                   |
| 1894 | Herman af Sillén           | Kommendörkapten och marinmålare           |
| 1895 | Hilda Thegerström          | Tonsättare och pianist                    |
| 1895 | Albion Örtengren           | Skådespelare                              |
| 1896 | Axel Tallberg              | Konstnär                                  |
| 1897 | Alfred Berg                | Dirigent                                  |
| 1897 | Karl Valentin              | Tonsättare                                |
| 1899 | John Forsell               | Operasångare                              |
| 1900 | Otto Bergström             | Genealog                                  |
| 1900 | Adelina Patti              | Operasångare                              |
| 1903 | Anna Hellström             | Operasångare                              |
| 1903 | Julius Wibergh             | Musikdirektör                             |
| 1904 | Cecilia Bååth-Holmberg     | Författare                                |
| 1905 | Carl Grabow                | Dekorationsmålare                         |
| 1906 | Hilda Borgström            | Skådespelare                              |
| 1907 | Armas Järnefelt            | Kapellmästare                             |
| 1907 | Anders de Wahl             | Skådespelare                              |
| 1907 | Thyra Grafström            | Textilkonstnär                            |
| 1907 | Josef af Sillén            | Kapten                                    |

### Gustaf V
| År   | Mottagare                       | Yrke                                |
| ---- | ------------------------------- | ----------------------------------- |
| 1913 | Julia Håkansson                 | Skådespelare                        |
| 1913 | Oscar Sandberg                  | Organist och tonsättare             |
| 1914 | Vera Fokina                     | Ballerina                           |
| 1914 | Alice Tegnér                    | Tonsättare                          |
| 1914 | Lilli Zickerman                 | Textilkonstnär                      |
| 1915 | Sven Kjellström                 | Violinist                           |
| 1916 | Hugo Alfvén                     | Tonsättare                          |
| 1916 | Harriet Bosse                   | Skådespelare                        |
| 1916 | Carl Boberg                     | Författare                          |
| 1916 | Ivan Hedqvist                   | Skådespelare                        |
| 1917 | Gerda Lundequist                | Skådespelare                        |
| 1918 | Svante Sjöberg                  | Dirigent                            |
| 1919 | Wilhelmina von Hallwyl          | Mecenat                             |
| 1919 | John Johanson                   | Sångare                             |
| 1920 | Selma Colliander                | Bibliotekarie                       |
| 1920 | Nanny Larsén-Todsen             | Operasångare                        |
| 1920 | Alfred Roth                     | Pianist                             |
| 1920 | Liva Järnefelt                  | Operasångare                        |
| 1920 | Victor Wiklund                  | Pianist                             |
| 1921 | Lotten Dahlgren                 | Författare                          |
| 1921 | Emile Stiebel                   | Operasångare                        |
| 1921 | Adam Lewenhaupt                 | Genealog, heraldiker                |
| 1922 | Joseph Hislop                   | Operasångare                        |
| 1922 | Sigrid Leijonhufvud             | Författare, historiker              |
| 1923 | Preben Nodermann                | Domkyrkokapellmästare               |
| 1923 | Helena Nyblom                   | Skriftställare                      |
| 1924 | Märta Måås-Fjetterström         | Textilkonstnär                      |
| 1924 | Emil Levan                      | Konsertmästare                      |
| 1924 | Anna Brahe                      | Grevinna                            |
| 1924 | Greta Söderman                  | Operasångare                        |
| 1924 | Lydia Wahlström                 | Historiker och författare           |
| 1924 | Märtha Ohlson                   | Pianist                             |
| 1924 | Elsa Stenhammar                 | Organist, sångare och körledare     |
| 1924 | Hilda Lilienberg                | Textilkonstnär                      |
| 1924 | Elsa Gullberg                   | Textilkonstnär                      |
| 1924 | Valfrid Palmgren                | Språkvetare och pedagog             |
| 1925 | Pauline Brunius                 | Skådespelare                        |
| 1925 | Hjalmar Meissner                | Dirigent                            |
| 1925 | Albert Löfgren                  | Tonsättare                          |
| 1925 | Maria Schildknecht              | Skådespelare                        |
| 1925 | Ellen Roosval von Hallwyl       | Skulptör                            |
| 1925 | Ivar Nilsson                    | Skådespelare                        |
| 1926 | Emil Hessler                    | Musikpedagog                        |
| 1926 | Carl Malmsten                   | Formgivare                          |
| 1926 | Josef Lind                      | Rektor, körledare                   |
| 1926 | David Åhlén                     | Organist                            |
| 1926 | Alice Nordin                    | Skulptör                            |
| 1926 | Oscar Brunzell                  | Kammarmusiker                       |
| 1926 | Carl Christian Magnus Sandqvist | Kammarmusiker                       |
| 1927 | Ruben Liljefors                 | Tonsättare, dirigent                |
| 1927 | Emil Gagner                     | Dirigent                            |
| 1927 | Martin Öhman                    | Operasångare                        |
| 1927 | Ida Matton                      | Skulptör                            |
| 1927 | Ida von Schulzenheim            | Målare                              |
| 1928 | Tora Teje                       | Skådespelare                        |
| 1928 | Gerda Cederblom                 | Etnolog                             |
| 1928 | Emil Carelius                   | Dirigent                            |
| 1929 | Ida Gawell-Blumenthal           | Författare, pseudonym Delsbostintan |
| 1929 | Tobias Wilhelmi                 | Violinist                           |
| 1929 | Karl Tirén                      | Konstnär                            |
| 1930 | Louise Hagberg                  | Museiamanuens, kulturforskare       |
| 1930 | Gösta Ekman                     | Skådespelare                        |
| 1930 | Ida Thoresen                    | Konstnär                            |
| 1930 | Anna Pavlova                    | Dansare                             |
| 1930 | Einar Ralf                      | Musiker                             |
| 1930 | Sven Scholander                 | Skulptör                            |
| 1930 | Anna Lewin                      | museiamanuens                       |
| 1931 | Sara Wennerberg-Reuter          | Organist                            |
| 1931 | Ivar Widéen                     | Organist                            |
| 1931 | Gertrud Pålson-Wettergren       | Operasångare                        |
| 1932 | Oskar Lindberg                  | Organist och tonsättare             |
| 1932 | Josef Eriksson                  | Tonsättare                          |
| 1932 | Karin Branzell                  | Operasångare                        |
| 1932 | Hanna Pegelow                   | Musiklärare                         |
| 1932 | Anna Borg Reumert               | Skådespelare                        |
| 1932 | Göta Ljungberg                  | Operasångare                        |
| 1933 | Johannes Rudbeck                | Chef för Postmuseum                 |
| 1933 | Anna Behle                      | Dansare                             |
| 1933 | Brita Hertzberg                 | Operasångare                        |
| 1933 | Emelie von Walterstorff         | Tecknare                            |
| 1934 | Olof Winnerstrand               | Skådespelare                        |
| 1934 | Helga Görlin                    | Operasångare                        |
| 1934 | Karin Molander                  | Skådespelare                        |
| 1934 | Annie Frykholm                  | Textilkonstnär och lärare           |
| 1934 | Paula Lizell                    | Operasångare                        |
| 1935 | Alice Eklund                    | Skådespelare                        |
| 1935 | Lars Hanson                     | Skådespelare                        |
| 1935 | Melcher Melchers                | Tonsättare                          |
| 1935 | Gustaf Nordqvist                | Tonsättare                          |
| 1936 | Kurt Atterberg                  | Tonsättare                          |
| 1936 | Clara Pontoppidan               | Skådespelare                        |
| 1936 | Emma Meissner                   | Operasångare och skådespelare       |
| 1936 | Greta Garbo                     | Skådespelare                        |
| 1937 | Märta Ekström                   | Skådespelare                        |
| 1937 | Josef Jonsson                   | Tonsättare                          |
| 1937 | Henriette Coyet                 | Friherrinna                         |
| 1937 | Lawrence Tibbett                | Sångare                             |
| 1937 | Olof Molander                   | Regissör                            |
| 1937 | Inga Tidblad                    | Skådespelare                        |
| 1938 | Cecilia af Klercker             | Grevinna                            |
| 1939 | Elsa Beskow                     | Författare och konstnär             |
| 1939 | Kerstin Thorborg                | Operasångare                        |
| 1939 | Tor Mann                        | Dirigent                            |
| 1939 | Kaja Norena                     | Operasångare                        |
| 1940 | Olallo Morales                  | Tonsättare                          |
| 1940 | Irma Björck                     | Operasångare                        |
| 1940 | Hildor Lundvik                  | Tonsättare och dirigent             |
| 1941 | Hjördis Schymberg               | Hovsångare                          |
| 1941 | Märta Afzelius                  | Textilkonstnär och målare           |
| 1941 | Märtha Gahn                     | Textilkonstnär                      |
| 1942 | Olof Wibergh                    | Pianist                             |
| 1942 | Simon Gate                      | Konstnär och formgivare             |
| 1942 | Elisabeth Bergstrand-Poulsen    | Konstnär och författare             |
| 1942 | Kerstin Torlind                 | Sångare                             |
| 1943 | Edvin Adolphson                 | Skådespelare                        |
| 1943 | Ester Roeck-Hansen              | Skådespelare                        |
| 1944 | Prins Wilhelm                   | Författare (son till Gustaf V)      |
| 1944 | Laura Stridsberg                | Författare                          |
| 1944 | Ture Rangström                  | Tonsättare                          |
| 1945 | Jussi Björling                  | Operasångare                        |
| 1945 | Ivar Johnsson                   | Skulptör                            |
| 1945 | Torsten Ralf                    | Operasångare                        |
| 1946 | Einar Beyron                    | Hovsångare                          |
| 1946 | Ingrid Bergman                  | Skådespelare                        |
| 1948 | Herman Lindqvist                | Musikdirektör                       |
| 1948 | Barbro Nilsson                  | Textilkonstnär                      |
| 1950 | Joel Berglund                   | Operasångare                        |
| 1950 | Tyra Lundgren                   | Målare, skulptör och keramiker      |

### Gustaf VI Adolf
| År   | Mottagare             | Yrke                        |
| ---- | --------------------- | --------------------------- |
| 1951 | Béatrice Bretty       | Skådespelare                |
| 1951 | Hilding Rosenberg     | Tonsättare                  |
| 1951 | Alf Sjöberg           | Förste regissör             |
| 1952 | Beniamino Gigli       | Operasångare                |
| 1952 | Marian Anderson       | Sångare                     |
| 1952 | Nils Grevillius       | Hovkapellmästare            |
| 1952 | David Wikander        | Organist                    |
| 1954 | Marianne Mörner       | Hovsångare                  |
| 1955 | Henry Weman           | Domkyrkoorganist, körledare |
| 1955 | Eric Swenne           | Korrespondent               |
| 1957 | Set Svanholm          | Hovsångare                  |
| 1958 | Waldemar Åhlén        | Tonsättare                  |
| 1959 | Hugo Hammarström      | Kantor, musikdirektör       |
| 1959 | Carl Sandburg         | Författare                  |
| 1960 | Birgit Nilsson        | Hovsångare                  |
| 1963 | Erik Algård           | Musikdirektör               |
| 1966 | Elisabeth Schwarzkopf | Operasångare                |
| 1966 | Alice Lund            | Textilkonstnär              |
| 1968 | Nicolai Gedda         | Hovsångare                  |
| 1968 | Ingmar Bergman        | Regissör                    |
| 1968 | Eric Ericson          | Professor, dirigent         |
| 1969 | Elisabeth Söderström  | Hovsångare                  |
| 1969 | Alvar Aalto           | Arkitekt                    |
| 1969 | Kurt von Schmalensee  | Stadsarkitekt               |
| 1969 | Per Aabel             | Skådespelare                |
| 1969 | Johan Nordenfalk      | Hovrättsråd                 |
| 1970 | Göran Gentele         | Operachef                   |
| 1970 | Georg Rydeberg        | Skådespelare                |
| 1973 | Erland Josephson      | Skådespelare                |

### Carl XVI Gustaf
| År   | Mottagare                  | Yrke                                        |
| ---- | -------------------------- | ------------------------------------------- |
| 1975 | Astrid Lindgren            | Författare                                  |
| 1975 | Erik Sædén                 | Hovsångare                                  |
| 1975 | Margaretha Krook           | Skådespelare                                |
| 1975 | Kerstin Meyer              | Hovsångare                                  |
| 1976 | Greta Erikson              | Professor vid musikhögskolan                |
| 1976 | Gunnar Norrby              | Cellist                                     |
| 1976 | Kurt Bendix                | Kapellmästare                               |
| 1976 | Margareta Hallin           | Hovsångare                                  |
| 1976 | Sven Ivar Lind             | Professor                                   |
| 1976 | Vicke Lindstrand           | Konstnär                                    |
| 1977 | Bengt Hallberg             | Pianist                                     |
| 1977 | Alf Henrikson              | Författare                                  |
| 1977 | Birgit Cullberg            | Koreograf                                   |
| 1977 | Lars-Erik Larsson          | Tonsättare                                  |
| 1977 | Hans Leygraf               | Konsertpianist                              |
| 1977 | Alf Linder                 | Organist                                    |
| 1977 | Mariane Orlando            | Dansare                                     |
| 1977 | Allan Pettersson           | Tonsättare                                  |
| 1977 | Stig Westerberg            | Kapellmästare                               |
| 1978 | Povel Ramel                | Musiker                                     |
| 1978 | Gunnar de Frumerie         | Tonsättare                                  |
| 1978 | Dag Wirén                  | Tonsättare                                  |
| 1978 | Barbro Ericson             | Hovsångare                                  |
| 1978 | Käbi Laretei               | Konsertpianist                              |
| 1978 | Karin Kavli                | Skådespelare                                |
| 1978 | Ingvar Wixell              | Hovsångare                                  |
| 1978 | Max von Sydow              | Skådespelare                                |
| 1979 | Sven Karpe                 | Violinist                                   |
| 1979 | Anders Ek                  | Skådespelare                                |
| 1979 | Gunn Wållgren              | Skådespelare                                |
| 1979 | Anita Björk                | Skådespelare                                |
| 1979 | Herbert Blomstedt          | Professor                                   |
| 1979 | Ingvar Lidholm             | Tonsättare                                  |
| 1979 | Erland von Koch            | Tonsättare                                  |
| 1980 | Erik Bruhn                 | Dansare och koreograf                       |
| 1980 | Folke Abenius              | Operachef                                   |
| 1980 | Gotthard Arnér             | Organist                                    |
| 1980 | Sven-Erik Bäck             | Tonsättare                                  |
| 1980 | Irma Christenson           | Skådespelare                                |
| 1980 | Ralph Erskine              | Arkitekt                                    |
| 1980 | Jan-Olof Strandberg        | Dramatenchef                                |
| 1981 | Hilding Hallnäs            | Tonsättare                                  |
| 1981 | Lars Johan Werle           | Tonsättare                                  |
| 1981 | Tage Danielsson            | Författare, skådespelare                    |
| 1981 | Hans Alfredson             | Författare, skådespelare                    |
| 1981 | Allan Edwall               | Skådespelare, regissör, författare          |
| 1981 | Ragnar Ulfung              | Hovsångare                                  |
| 1982 | Ernst-Hugo Järegård        | Skådespelare                                |
| 1982 | Götz Friedrich             | Professor                                   |
| 1982 | Sigge Fürst                | Skådespelare                                |
| 1982 | Stig Järrel                | Skådespelare                                |
| 1982 | Jarl Kulle                 | Skådespelare                                |
| 1982 | Josef Grünfarb             | Konsertmästare                              |
| 1983 | Birgitta Valberg           | Skådespelare                                |
| 1983 | Edith Benczy-Thallaug      | Hovsångare                                  |
| 1983 | Ingvar Kjellson            | Skådespelare                                |
| 1983 | Sven-Gunnar Andrén         | Dirigent                                    |
| 1983 | Leo Berlin                 | Konsertmästare                              |
| 1983 | Rut Jacobson               | Operasångare                                |
| 1983 | Guido Vecchi               | Konsertmästare                              |
| 1984 | Claude Génetay             | Professor                                   |
| 1984 | Elsa-Marianne von Rosen    | Koreograf                                   |
| 1984 | Gert Crafoord              | Professor                                   |
| 1984 | Herbert Grevenius          | Författare                                  |
| 1984 | Åke Hermanson              | Kompositör                                  |
| 1984 | Mstislav Rostropovitj      | Dirigent                                    |
| 1984 | Stina Sundell              | Pianist                                     |
| 1985 | Hans Eklund                | Tonsättare                                  |
| 1986 | Bengt Hambraeus            | Tonsättare, organist                        |
| 1986 | Jan Malmsjö                | Skådespelare                                |
| 1986 | Sif Ruud                   | Skådespelare                                |
| 1986 | Gunnar Hallhagen           | Pianist                                     |
| 1986 | Sven Lindberg              | Skådespelare                                |
| 1986 | Janos Solyom               | Pianist                                     |
| 1987 | Nils Poppe                 | Skådespelare                                |
| 1987 | Anders Öhrwall             | Dirigent                                    |
| 1987 | Lennart Ehrenlood          | Flöjtist, professor                         |
| 1987 | Märta Schéle               | Sångare                                     |
| 1987 | Gunnar Bucht               | Tonsättare                                  |
| 1987 | Gerd Hagman                | Skådespelare                                |
| 1987 | Per-Olof Johnson           | Gitarrist                                   |
| 1987 | Artur Lundkvist            | Författare                                  |
| 1987 | Ellen Rasch                | Dansare                                     |
| 1988 | Per Myrberg                | Skådespelare                                |
| 1988 | Ivo Cramér                 | Balettchef                                  |
| 1988 | Gunnel Lindblom            | Skådespelare                                |
| 1988 | Jan Carlstedt              | Tonsättare                                  |
| 1988 | Berit Lindholm             | Hovsångare                                  |
| 1988 | Irène Mannheimer           | Pianist                                     |
| 1988 | Alf Nilsson                | Oboist                                      |
| 1989 | Bibi Andersson             | Skådespelare                                |
| 1989 | Sven-Olof Eliasson         | Operasångare                                |
| 1989 | Ulf Gadd                   | Dansare och koreograf                       |
| 1989 | Frans Helmerson            | Violoncellist                               |
| 1989 | Barbro Hiort af Ornäs      | Skådespelare                                |
| 1990 | Arnold Östman              | Dirigent                                    |
| 1990 | Lars Runsten               | Regissör                                    |
| 1990 | Mona Malm                  | Skådespelare                                |
| 1990 | Rune Engsö                 | Organist                                    |
| 1990 | Sven Delblanc              | Författare                                  |
| 1990 | Ulf Johanson               | Skådespelare                                |
| 1991 | Hans-Erik Westberg         | Kammarmusiker                               |
| 1991 | Lars Fresk                 | Kammarmusiker                               |
| 1991 | Lars-Gunnar Bodin          | Kammarmusiker                               |
| 1991 | Mats Liljefors             | Dirigent                                    |
| 1991 | Per-Göran Skytt            | Kammarmusiker                               |
| 1992 | Börje Ahlstedt             | Skådespelare                                |
| 1992 | Harriet Andersson          | Skådespelare                                |
| 1992 | Karl-Ove Mannberg          | Violinist                                   |
| 1992 | Laila Andersson-Palme      | Hovsångare                                  |
| 1992 | Tomas Tranströmer          | Poet                                        |
| 1993 | Bedrich Janacek            | Organist                                    |
| 1993 | Gösta Winbergh             | Hovsångare                                  |
| 1993 | Håkan Hagegård             | Hovsångare                                  |
| 1993 | John Zacharias             | Teaterchef                                  |
| 1993 | Lars Forssell              | Poet                                        |
| 1993 | Maurice Karkoff            | Tonsättare                                  |
| 1994 | Anna Maria Blind           | Skådespelare                                |
| 1994 | Elisabet Hermodsson        | Författare                                  |
| 1994 | Nils-Åke Häggbom           | Balettchef                                  |
| 1994 | Sven-David Sandström       | Tonsättare                                  |
| 1994 | Torleif Lännerholm         | Oboist                                      |
| 1995 | Daniel Börtz               | Tonsättare                                  |
| 1995 | Dorothy Irving             | Sångpedagog                                 |
| 1995 | Gunilla Palmqvist-von Bahr | Flöjtist                                    |
| 1995 | Gunnar Brusewitz           | Tecknare, författare                        |
| 1995 | Lennart Hjulström          | Regissör och Skådespelare                   |
| 1995 | Staffan Scheja             | Konsertpianist                              |
| 1995 | Åke Olofsson               | Konsertmästare                              |
| 1996 | Agneta Ekmanner            | Skådespelare                                |
| 1996 | Björn Sjögren              | Konsertmästare                              |
| 1996 | Esa-Pekka Salonen          | Dirigent                                    |
| 1996 | P.C. Jersild               | Författare                                  |
| 1996 | Per Anders Fogelström      | Författare                                  |
| 1996 | Solveig Ternström          | Skådespelare                                |
| 1997 | Hans Pålsson               | Konsertpianist                              |
| 1997 | Bo Widerberg               | Regissör                                    |
| 1997 | Göran Tunström             | Författare                                  |
| 1997 | Helena Brodin              | Skådespelare                                |
| 1997 | Kristina Adolphson         | Skådespelare                                |
| 1997 | Sara Lidman                | Författare                                  |
| 1998 | Kerstin Ekman              | Författare                                  |
| 1998 | Georg Riedel               | Musiker                                     |
| 1998 | Anneli Alhanko-Skoglund    | Hovdansare                                  |
| 1998 | Gerda Antti                | Författare                                  |
| 1998 | Gustaf Sjökvist            | Dirigent                                    |
| 1998 | Lennart Mörk               | Scenograf                                   |
| 1998 | Margareta Ekström          | Författare                                  |
| 1999 | Agneta Pleijel             | Författare                                  |
| 1999 | Ann-Margret Pettersson     | Regissör                                    |
| 1999 | Anne Sofie von Otter       | Hovsångare                                  |
| 1999 | Björn Ulvaeus              | Kompositör                                  |
| 1999 | Lennart Hellsing           | Författare                                  |
| 1999 | Madeleine Onne             | Dansare                                     |
| 1999 | Marie Göranzon             | Skådespelare                                |
| 1999 | Olle Johansson             | Skådespelare                                |
| 1999 | Stina Ekblad               | Skådespelare                                |
| 1999 | Willy Kyrklund             | Författare                                  |
| 1999 | Ylva Eggehorn              | Författare                                  |
| 2000 | Björn Granath              | Skådespelare                                |
| 2000 | Hans Gefors                | Tonsättare                                  |
| 2000 | Krister Henriksson         | Skådespelare                                |
| 2000 | Maria Gripe                | Författare                                  |
| 2000 | P.O. Enquist               | Författare                                  |
| 2000 | Sigrid Kahle               | Författare                                  |
| 2001 | Anita Wall                 | Skådespelare                                |
| 2001 | Dan Laurin                 | Flöjtist                                    |
| 2001 | Eva Svanholm Bohlin        | Lärare                                      |
| 2001 | Kim Anderzon               | Skådespelare                                |
| 2001 | Lilavati Häger             | Danskonstnär                                |
| 2001 | Majgull Axelsson           | Författare                                  |
| 2001 | Mats Ek                    | Koreograf                                   |
| 2001 | Staffan Göthe              | Dramatiker                                  |
| 2001 | Staffan Valdemar Holm      | Teaterchef                                  |
| 2002 | Arne Domnérus              | Musiker                                     |
| 2002 | Caj Lundgren               | Redaktör                                    |
| 2002 | Loa Falkman                | Hovsångare                                  |
| 2002 | Elsie Johansson            | Författare                                  |
| 2002 | Jan Sandström              | Tonsättare                                  |
| 2002 | Lena Endre                 | Skådespelare                                |
| 2002 | Meta Velander              | Skådespelare                                |
| 2002 | Olle Adolphson             | Viskompositör                               |
| 2002 | Pernilla August            | Skådespelare                                |
| 2002 | Roland Pöntinen            | Pianist                                     |
| 2002 | Sven-Bertil Taube          | Skådespelare                                |
| 2002 | Torgny Lindgren            | Författare                                  |
| 2003 | Eva Bergman                | Regissör                                    |
| 2003 | Håkan Hardenberger         | Musiker                                     |
| 2003 | Karin Rehnqvist            | Tonsättare                                  |
| 2003 | Kristina Lugn              | Författare                                  |
| 2003 | Lars Amble                 | Skådespelare                                |
| 2003 | Leif Zern                  | Teaterkritiker                              |
| 2003 | Lena Nordin                | Hovsångare                                  |
| 2003 | Philip Zandén              | Skådespelare                                |
| 2003 | Torleif Thedéen            | Cellist                                     |
| 2004 | Bengt Emil Johnson         | Poet och tonsättare                         |
| 2004 | Birgitta Trotzig           | Författare                                  |
| 2004 | Catarina Ligendza          | Operasångare                                |
| 2004 | Christian Lindberg         | Trombonist                                  |
| 2004 | Hillevi Martinpelto        | Hovsångare                                  |
| 2004 | Katarina Dalayman          | Hovsångare                                  |
| 2004 | Kjell Ingebretsen          | Kapellmästare                               |
| 2004 | Knut Ahnlund               | Författare                                  |
| 2004 | Lars Rudolfsson            | Regissör                                    |
| 2004 | Lena Nyman                 | Skådespelare                                |
| 2004 | Lil Terselius              | Skådespelare                                |
| 2004 | Nils-Erik Sparf            | Violinist                                   |
| 2005 | Agneta Pauli               | Scenograf                                   |
| 2005 | Anna Lindal                | Violinist                                   |
| 2005 | Bengt Bratt                | Författare                                  |
| 2005 | Bertil Norström            | Skådespelare                                |
| 2005 | Cecilia Rydinger Alin      | Dirigent                                    |
| 2005 | Eva Ström                  | Författare                                  |
| 2005 | Gunnel Vallquist           | Författare                                  |
| 2005 | Ingvar Hirdwall            | Skådespelare                                |
| 2005 | Irene Lindh                | Skådespelare                                |
| 2005 | Jan Troell                 | Regissör                                    |
| 2005 | Margaretha Åsberg          | Koreograf                                   |
| 2005 | Per Tengstrand             | Pianist                                     |
| 2005 | Per Wästberg               | Författare                                  |
| 2005 | Peter Jablonski            | Pianist                                     |
| 2005 | Putte Wickman              | Musiker                                     |
| 2006 | Agneta Ehrensvärd          | Regissör                                    |
| 2006 | Bobo Stenson               | Pianist                                     |
| 2006 | Henning Mankell            | Författare                                  |
| 2006 | Inger Sandberg             | Författare                                  |
| 2006 | Johan Rabaeus              | Skådespelare                                |
| 2006 | Lars Gustafsson            | Författare                                  |
| 2006 | Lasse Sandberg             | Tecknare                                    |
| 2006 | Mats Rondin                | Violoncellist                               |
| 2006 | Monica Nielsen             | Skådespelare                                |
| 2006 | Måns Westfelt              | Skådespelare                                |
| 2006 | Nils Lindberg              | Kompositör                                  |
| 2006 | Staffan Westerberg         | Regissör                                    |
| 2006 | Tomas Pontén               | Skådespelare                                |
| 2006 | Yvonne Lombard             | Skådespelare                                |
| 2007 | Anders Bodegård            | Översättare                                 |
| 2007 | Bernt Lysell               | Konsertmästare                              |
| 2007 | Gun Jönsson                | Skådespelare och regissör                   |
| 2007 | Göran Söllscher            | Gitarrist                                   |
| 2007 | Gösta Ekman                | Skådespelare                                |
| 2007 | Helena Döse                | Hovsångare                                  |
| 2007 | Jan Stolpe                 | Översättare                                 |
| 2007 | Katarina Frostenson        | Författare                                  |
| 2007 | Lennart Sjögren            | Poet                                        |
| 2007 | Margareta Garpe            | Författare                                  |
| 2007 | Reine Brynolfsson          | Skådespelare                                |
| 2007 | Thomas Schuback            | Pianist                                     |
| 2007 | Viveca Lärn                | Författare                                  |
| 2008 | Alf Hambe                  | Viskompositör                               |
| 2008 | Anders Loguin              | Slagverkare                                 |
| 2008 | Anita Soldh-Forsström      | Hovsångare                                  |
| 2008 | Carl-Göran Ekerwald        | Författare                                  |
| 2008 | Gunnar Harding             | Författare                                  |
| 2008 | Inga Landgré               | Skådespelare                                |
| 2008 | Iwar Wiklander             | Skådespelare                                |
| 2008 | Lars Norén                 | Författare och regissör                     |
| 2008 | Malin Ek                   | Skådespelare                                |
| 2008 | Nina Stemme                | Hovsångare                                  |
| 2009 | Björn Gustafson            | Skådespelare                                |
| 2009 | Katinka Faragó             | Producent                                   |
| 2009 | Maj Bylock                 | Författare                                  |
| 2009 | Meg Westergren             | Skådespelare                                |
| 2009 | Måns Reuterswärd           | Producent                                   |
| 2009 | Roy Andersson              | Regissör                                    |
| 2009 | Karin Dornbusch            | Klarinettist                                |
| 2009 | Örjan Ramberg              | Skådespelare                                |
| 2010 | Bodil Malmsten             | Författare                                  |
| 2010 | Helena Bergström           | Skådespelare                                |
| 2010 | Britt Marie Aruhn          | Hovsångare                                  |
| 2010 | Dan Ekborg                 | Skådespelare                                |
| 2010 | Malin Hartelius            | Operasångare                                |
| 2010 | Claire Wikholm             | Skådespelare                                |
| 2010 | Nils Eklund                | Skådespelare                                |
| 2010 | Gunilla Nyroos             | Skådespelare och regissör                   |
| 2011 | Malena Ernman              | Hovsångare                                  |
| 2011 | Knut Hendriksen            | Regissör                                    |
| 2011 | Sten Ljunggren             | Skådespelare                                |
| 2011 | Peter Mattei               | Hovsångare                                  |
| 2011 | Lucia Negro                | Pianist                                     |
| 2011 | Marie Richardson           | Skådespelare                                |
| 2011 | Staffan Roos               | Regissör                                    |
| 2011 | Susanne Rydén              | Operasångare                                |
| 2011 | Ingemar Månsson            | Körledare och organist                      |
| 2011 | Rikard Wolff               | Skådespelare                                |
| 2011 | Lena Willemark             | Musiker                                     |
| 2011 | Virpi Pahkinen             | Koreograf                                   |
| 2011 | Hans Klinga                | Skådespelare                                |
| 2011 | Mats Bergström             | Gitarrist                                   |
| 2011 | Ingrid Aspegren            | Företagsledare                              |
| 2012 | Wilhelm Carlsson           | Regissör                                    |
| 2012 | Martin Fröst               | Klarinettist                                |
| 2012 | Lena Josefsson             | Koreograf                                   |
| 2012 | Charlotta Larsson          | Operasångare                                |
| 2012 | Anders Paulsson            | Sopransaxofonisten                          |
| 2012 | Jan-Erik Wikström          | Hovdansare                                  |
| 2012 | Stefan Parkman             | Professor och dirigent                      |
| 2012 | Stefan Larsson             | Regissör                                    |
| 2012 | Claes Eriksson             | Skådespelare                                |
| 2012 | Arne Johnsson              | Poet                                        |
| 2013 | Christina Schollin         | Skådespelare                                |
| 2013 | Gunnar Idenstam            | Musiker                                     |
| 2013 | Kristina Törnqvist         | Skådespelare                                |
| 2013 | Olle Persson               | Operasångare                                |
| 2013 | Sven Wollter               | Skådespelare                                |
| 2013 | Vibeke Olsson              | Författare                                  |
| 2013 | Per Nyström                | Cellist                                     |
| 2013 | Åke Lundqvist              | Skådespelare                                |
| 2013 | Jonas Karlsson             | Skådespelare                                |
| 2013 | Karl-Magnus Fredriksson    | Hovsångare                                  |
| 2013 | Karl Dunér                 | Regissör                                    |
| 2014 | Hilda Hellwig              | Professor                                   |
| 2014 | Marie Lindqvist            | Hovdansare                                  |
| 2014 | Tomas von Brömssen         | Skådespelare                                |
| 2014 | Staffan Mårtensson         | Klarinettist                                |
| 2014 | Pontus Gustafsson          | Skådespelare                                |
| 2014 | Marianne Mörck             | Skådespelare                                |
| 2014 | Melinda Kinnaman           | Skådespelare                                |
| 2014 | Matti Hirvonen             | Pianist, Professor                          |
| 2014 | Ingela Olsson              | Skådespelare                                |
| 2014 | Pers Anna Larsson          | Operasångare                                |
| 2015 | Rigmor Gustafsson          | Musiker                                     |
| 2015 | Jan Allan                  | Musiker och trumpetare                      |
| 2015 | Katarina Karnéus           | Operasångare                                |
| 2015 | Livia Millhagen            | Skådespelare                                |
| 2015 | Ann Petrén                 | Skådespelare                                |
| 2015 | Per Mattsson               | Skådespelare                                |
| 2015 | Thérèse Brunnander         | Skådespelare                                |
| 2016 | Kerstin Avemo              | Operasångare                                |
| 2016 | Malin Byström              | Operasångare                                |
| 2016 | Anders Eljas               | Dirigent och arrangör                       |
| 2016 | Nils Landgren              | Musiker                                     |
| 2016 | Lars Lerin                 | Författare och konstnär                     |
| 2016 | Magnus Lindgren            | Musiker                                     |
| 2016 | Elin Rombo                 | Hovsångare                                  |
| 2016 | Johannes Öhman             | Balettchef                                  |
| 2017 | Elisabeth Eriksson         | Trädgårdsmästare                            |
| 2017 | Ann Hallenberg             | Operasångare                                |
| 2017 | Elin Klinga                | Skådespelare                                |
| 2017 | Lars Humble                | Skådespelare                                |
| 2017 | Ola Larsmo                 | Författare                                  |
| 2017 | Lisa Nilsson               | Sångare och kompositör                      |
| 2018 | Rolf Martinsson            | Tonsättare                                  |
| 2018 | Dan-Olof Stenlund          | Professor                                   |
| 2018 | Iréne Theorin              | Operasångare                                |
| 2018 | Helen Sjöholm              | Sångare och skådespelare                    |
| 2018 | Per Åhlin                  | Illustratör och animatör                    |
| 2019 | Gunilla Bergström          | Författare                                  |
| 2019 | Lars Lind                  | Skådespelare                                |
| 2019 | Peter Andersson            | Skådespelare                                |
| 2019 | Katarina Ewerlöf           | Skådespelare                                |
| 2019 | Erland Hagegård            | Operasångare                                |
| 2019 | Bengt Krantz               | Operasångare                                |
| 2020 | Kicki Bramberg             | Skådespelare                                |
| 2020 | Lisa Larsson               | Sopran                                      |
| 2020 | Gunilla Röör               | Skådespelare                                |
| 2020 | Gregor Zubicky             | Oboist                                      |
| 2020 | Gary Graden                | Domkyrkokantor                              |
| 2020 | Per Gudmundson             | Musiker                                     |
| 2020 | Sissela Kyle               | Skådespelare                                |
| 2020 | Johan Ulveson              | Skådespelare                                |
| 2020 | Ingrid Tobiasson           | Hovsångare                                  |
| 2021 | Gun-Britt Sundström        | Författare och översättare                  |
| 2021 | Alexander Ekman            | Koreograf och dansare                       |
| 2021 | Pia Johansson              | Skådespelare och regissör                   |
| 2021 | Ragnar Håkanson            | Socionom och kantor                         |
| 2021 | Daniel Johansson           | Hovsångare                                  |
| 2021 | Mats Larsson Gothe         | Tonsättare                                  |
| 2021 | Lena Philipsson            | Artist                                      |
| 2021 | Magnus Uggla               | Artist                                      |
| 2021 | Mattias Andersson          | Regissör och dramatiker                     |
| 2021 | Jill Johnson               | Sångare och programledare                   |
| 2021 | Sofia Jupither Adrian      | Regissör                                    |
| 2021 | Peter Jöback               | Sångare, skådespelare och dansare           |
| 2021 | Bo W. Lindström            | Mimskådespelare                             |
| 2021 | Susanne Resmark            | Operasångare                                |
| 2021 | Ulrika Wallenström         | Översättare                                 |
| 2022 | Leif Andrée                | Skådespelare                                |
| 2022 | Manne af Klintberg         | Skådespelare                                |
| 2022 | Ulla Skoog                 | Skådespelare                                |
| 2022 | Michael Weinius            | Hovsångare                                  |
| 2022 | Tomas Boström              | Sångförfattare, musiker och pastor          |
| 2022 | Henrik Dorsin              | Skådespelare, dramatiker och teaterchef     |
| 2022 | Merit Hemmingson           | Organist, kompositör och sångare            |
| 2022 | Tommy Körberg              | Sångare och skådespelare                    |
| 2022 | Patrik Ringborg            | Dirigent                                    |
| 2022 | Cajsa Stina Åkerström      | Artist och låtskrivare                      |
| 2023 | Ada Berger                 | Regissör                                    |
| 2023 | Ludwig Göransson           | Kompositör                                  |
| 2023 | Hans Josefsson             | Operasångare och regissör                   |
| 2023 | Efva Lilja                 | Koreograf och dansare                       |
| 2023 | Veronica Maggio            | Sångare                                     |
| 2023 | Shanti Roney               | Skådespelare                                |
| 2023 | Annsofi Östbergh Nyberg    | Kostymdesigner och scenograf                |
| 2023 | Gunnel Fred                | Skådespelare                                |
| 2023 | Thomas Hanzon              | Skådespelare                                |
| 2023 | Ola Salo                   | Sångare, låtskrivare och tonsättare         |
| 2023 | Janne Schaffer             | Gitarrist och kompositör                    |
| 2024 | Malin Berg                 | Skådespelare                                |
| 2024 | Eva Dahlgren               | Författare, låtskrivare och sångare         |
| 2024 | Lasse Holm                 | Kompositör                                  |
| 2024 | Johan Holmberg             | Skådespelare                                |
| 2024 | Pär Isberg                 | Dansare och koreograf                       |
| 2024 | Lennart Jähkel             | Skådespelare                                |
| 2024 | Laleh Pourkarim            | Musiker, sångare, låtskrivare och producent |
| 2024 | Ingela Strandberg          | Författare                                  |
| 2024 | Elisabet Strid             | Sopran                                      |
| 2024 | Georg "Jojje" Wadenius     | Gitarrist och kompositör                    |
| 2024 | Nina Zanjani               | Skådespelare                                |
| 2025 | Birgitta Andersson         | Skådespelare                                |
| 2025 | Thomas "Orup" Eriksson     | Kompositör och sångare                      |
| 2025 | Siri Hamari                | Skådespelare, lindansare och mimare         |
| 2025 | Mikael Samuelson           | Skådespelare                                |
| 2025 | Tobias Theorell            | Regissör och teaterchef                     |
| 2025 | Klas Östergren             | Författare                                  |
| 2025 | Kjell Bergqvist            | Skådespelare                                |
| 2025 | Lasse Hallström            | Regissör                                    |
| 2025 | Rebecka Hemse              | Skådespelare                                |
| 2025 | Jan Lundgren               | Pianist och kompositör                      |
| 2025 | Arja Saijonmaa             | Sångerska och skådespelare                  |